# Liste der Wappen im Landkreis Darmstadt-Dieburg
Diese Liste zeigt die Wappen der Städte und Gemeinden sowie Wappen von ehemals selbständigen Gemeinden und aufgelösten Landkreisen im Landkreis Darmstadt-Dieburg in Hessen. In dieser Liste werden die Wappen mit dem Gemeindelink angezeigt.

Landkreis Darmstadt-Dieburg[1]
Lage des Landkreises Darmstadt-Dieburg in Hessen
Lage des Landkreises Darmstadt-Dieburg in Deutschland

## Wappen der Städte und Gemeinden
- Gemeinde
 Alsbach-Hähnlein[2]
- Stadt
Babenhausen[3]
- Gemeinde
Bickenbach[4]
- Stadt
Dieburg[5]
- Gemeinde
Eppertshausen[6]
- Gemeinde
Erzhausen[7]
- Gemeinde
Fischbachtal[8]
- Stadt
Griesheim[9]
- Stadt
Groß-Bieberau[10]
- Stadt
Groß-Umstadt[11]
- Gemeinde
Groß-Zimmern[12]
- Gemeinde
Messel[13]
- Gemeinde
Modautal[14]
- Gemeinde
Mühltal[15]
- Gemeinde
Münster (Hessen)[16]
- Stadt
Ober-Ramstadt[17]
- Gemeinde
Otzberg[18]
- Stadt
Pfungstadt[19]
- Stadt
Reinheim[20]
- Gemeinde
Roßdorf[21]
- Gemeinde
Schaafheim[22]
- Gemeinde
Seeheim-Jugenheim[23]
- Stadt
Weiterstadt[24]

## Wappen ehemaliger Landkreise

Landkreis Darmstadt[25]
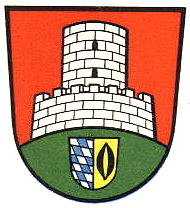
Landkreis Dieburg

## Wappen ehemaliger Städte und Gemeinden

Gemeinde Alsbach-Hähnlein Ortsteil Alsbach[27]

Gemeinde Alsbach-Hähnlein Ortsteil Alsbach
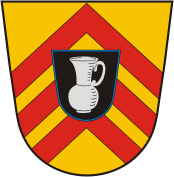
Gemeinde Münster (Hessen) Ortsteil Altheim
Gemeinde Modautal Ortsteil Asbach
Stadt Weiterstadt Ortsteil Braunshardt
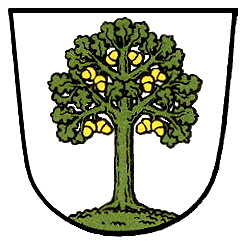
Stadt Pfungstadt Ortsteil Eich
Gemeinde Modautal Ortsteil Ernsthofen
Stadt Pfungstadt Ortsteil Eschollbrücken
Gemeinde Mühltal Ortsteil Frankenhausen
Stadt Weiterstadt Ortsteil Gräfenhausen
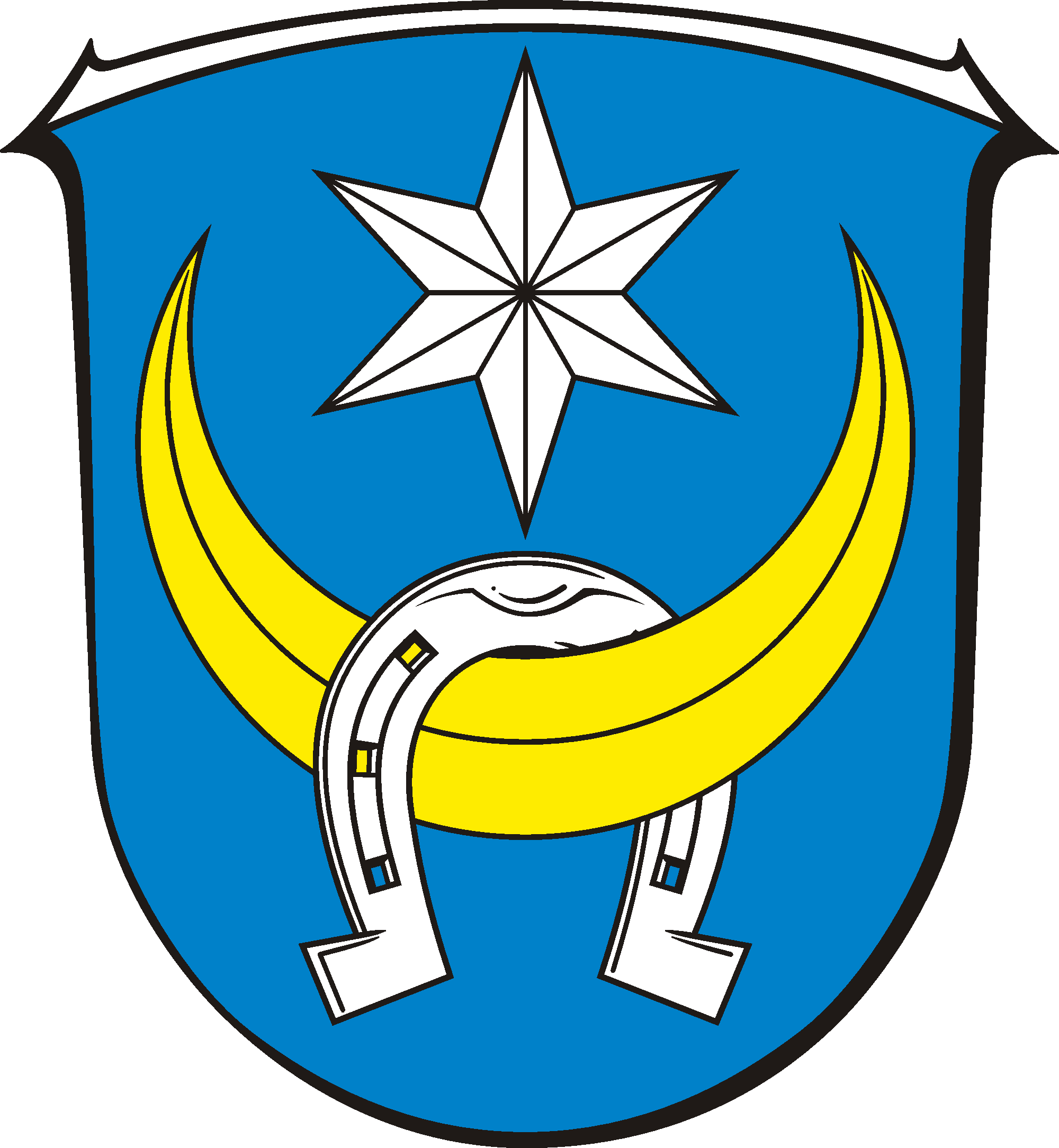
Gemeinde Roßdorf Ortsteil Gundernhausen
Gemeinde Otzberg Ortsteil Habitzheim
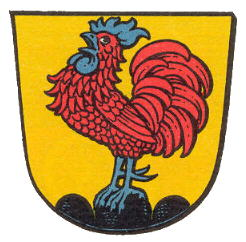
Stadt Ober-Ramstadt Ortsteil Hahn
Stadt Pfungstadt Ortsteil Hahn
Gemeinde Alsbach-Hähnlein Ortsteil Hähnlein
Stadt Babenhausen Ortsteil Harreshausen
Gemeinde Otzberg Ortsteil Hering
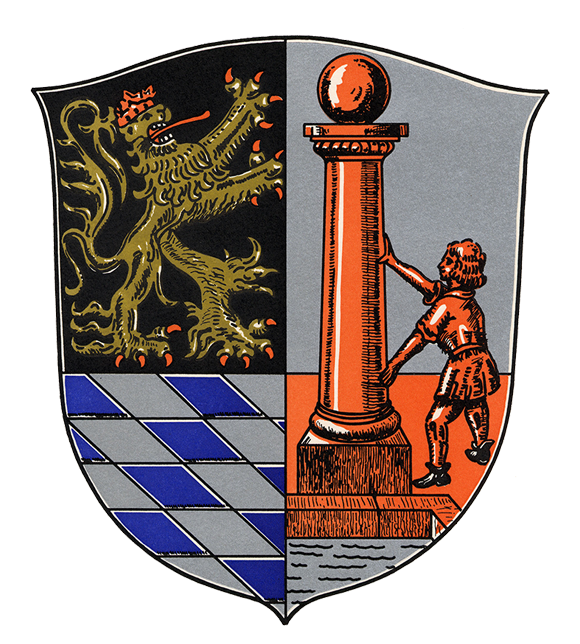
Stadt Groß-Umstadt Ortsteil Heubach
Gemeinde Seeheim-Jugenheim Ortsteil Jugenheim
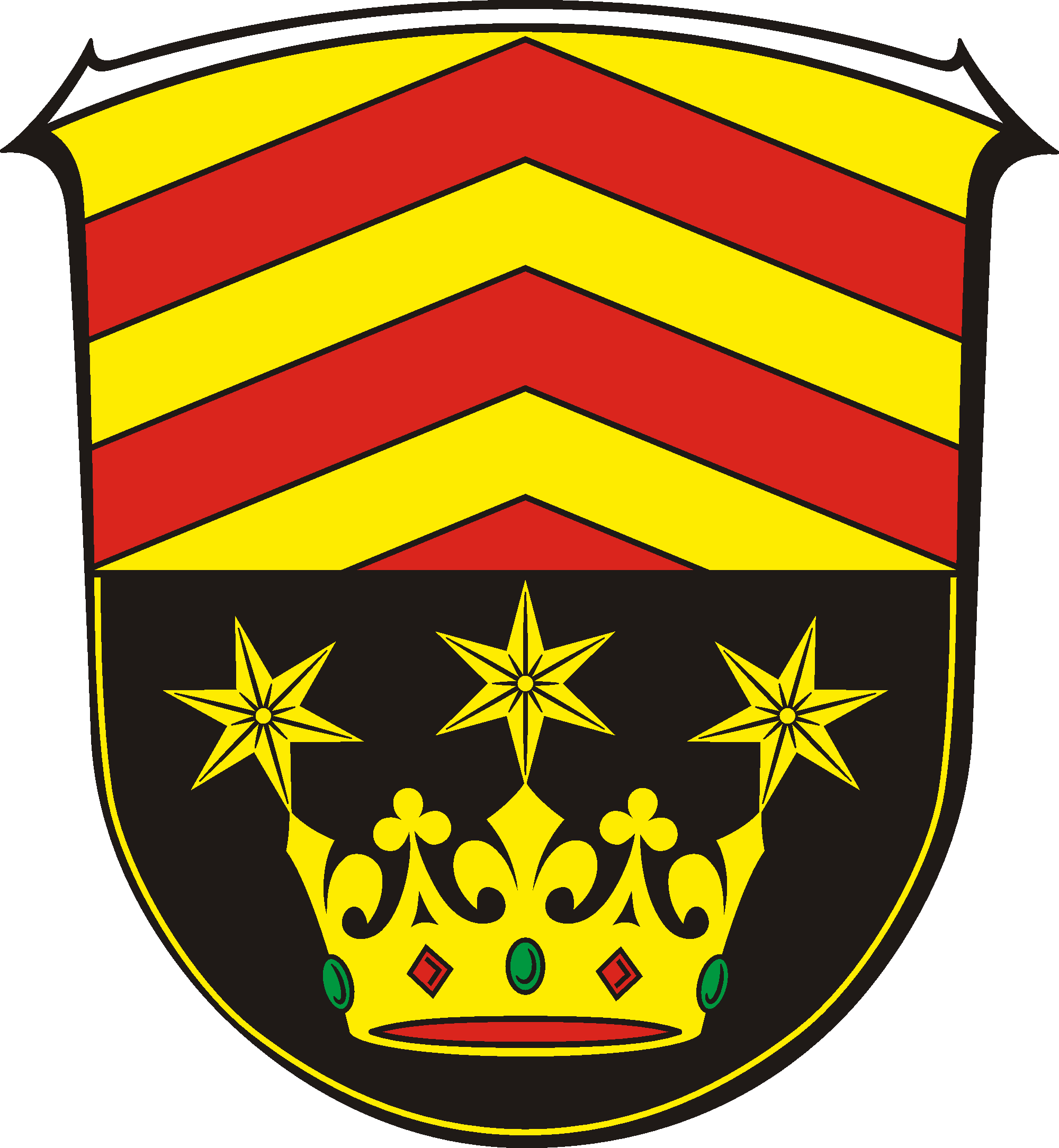
Stadt Groß-Umstadt Ortsteil Kleestadt
Stadt Groß-Umstadt Ortsteil Klein-Umstadt
Stadt Babenhausen Ortsteil Langstadt
Gemeinde Otzberg Ortsteil Lengfeld
Gemeinde Fischbachtal Ortsteil Lichtenberg
Gemeinde Schaafheim Ortsteil Mosbach
Gemeinde Modautal Ortsteil Neunkirchen
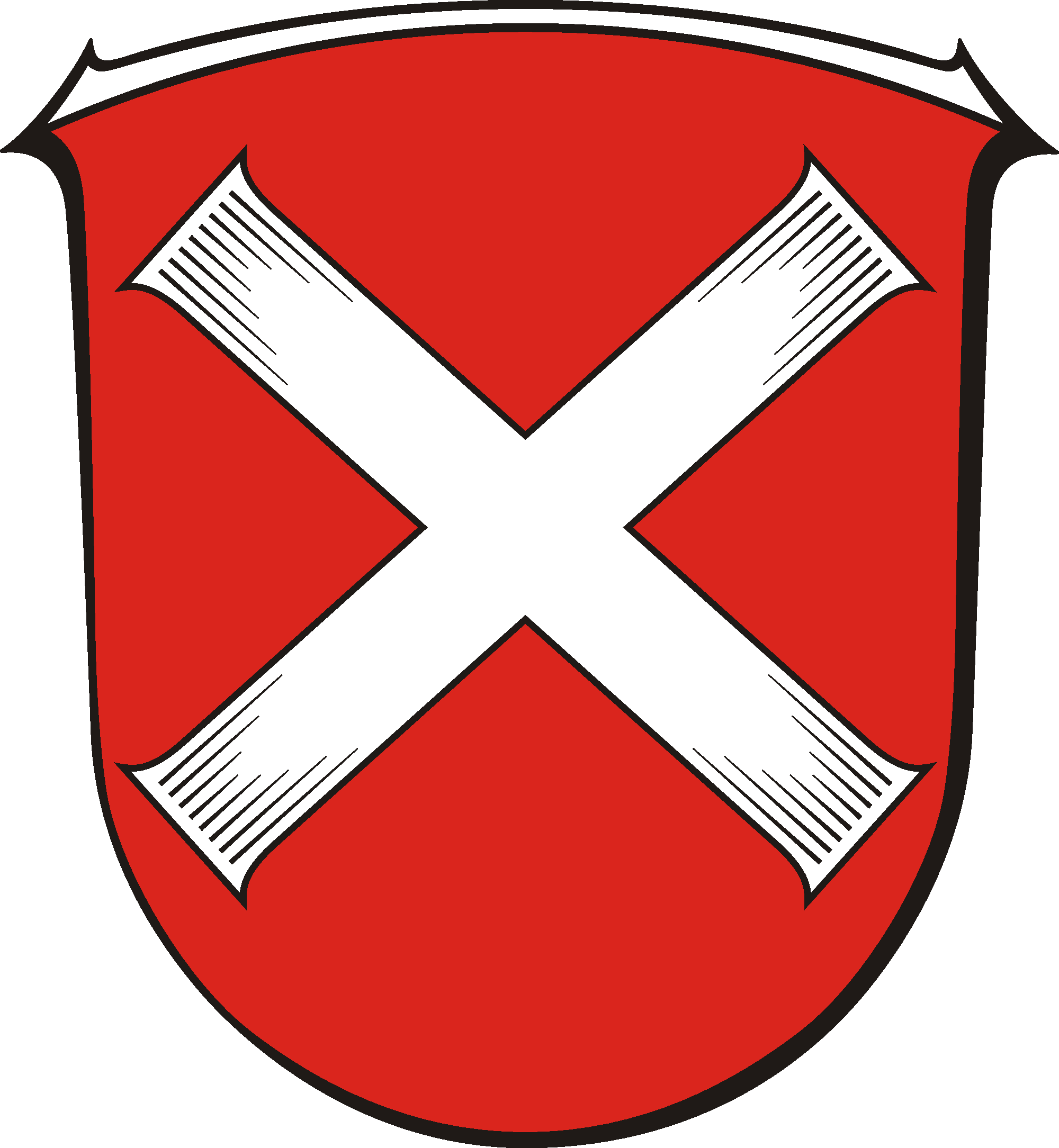
Gemeinde Modautal Ortsteil Neutsch
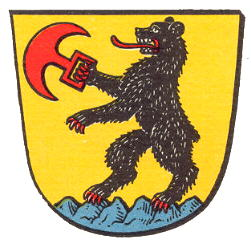
Gemeinde Mühltal Ortsteil Nieder-Beerbach
Stadt Ober-Ramstadt Ortsteil Nieder-Modau
Gemeinde Fischbachtal Ortsteil Niedernhausen
Gemeinde Mühltal Ortsteil Nieder-Ramstadt
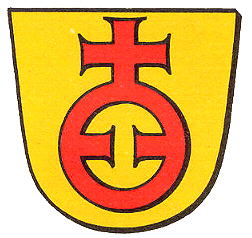
Stadt Ober-Ramstadt Ortsteil Ober-Modau
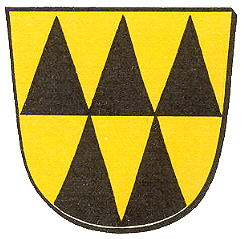
Stadt Groß-Umstadt Ortsteil Raibach
Stadt Groß-Umstadt Ortsteil Richen
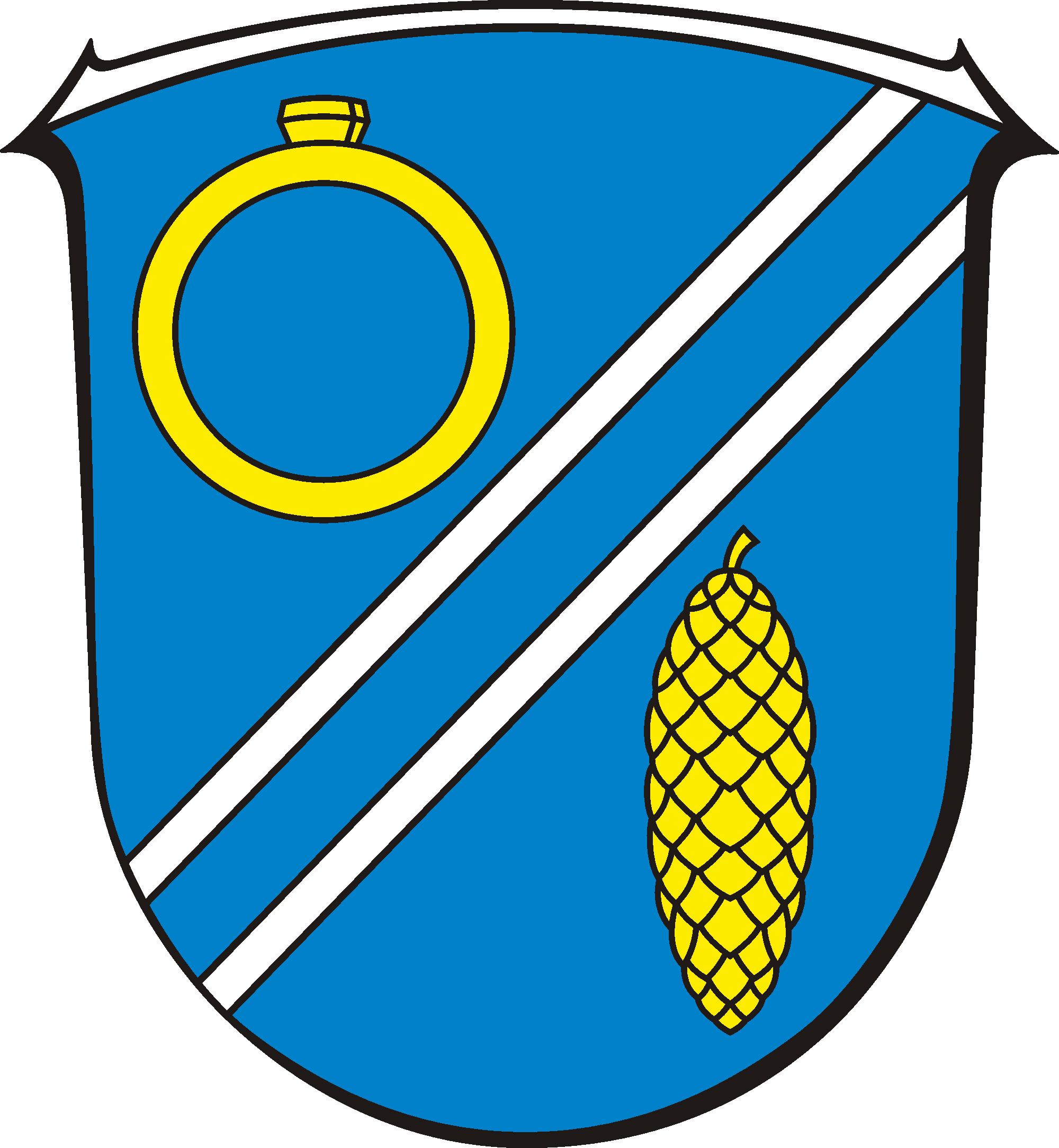
Stadt Weiterstadt Ortsteil Riedbahn
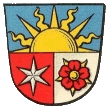
Stadt Groß-Bieberau Ortsteil Rodau
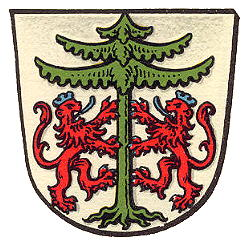
Stadt Ober-Ramstadt Ortsteil Rohrbach
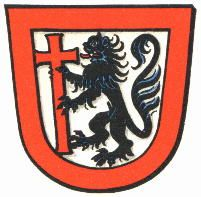
Gemeinde Schaafheim Ortsteil Schlierbach
Stadt Weiterstadt Ortsteil Schneppenhausen
Gemeinde Seeheim-Jugenheim Ortsteil Seeheim
Stadt Groß-Umstadt Ortsteil Semd
Gemeinde Mühltal Ortsteil Traisa
Stadt Reinheim Ortsteil Ueberau
Gemeinde Mühltal Ortsteil Waschenbach
Stadt Weiterstadt Ortsteil Weiterstadt
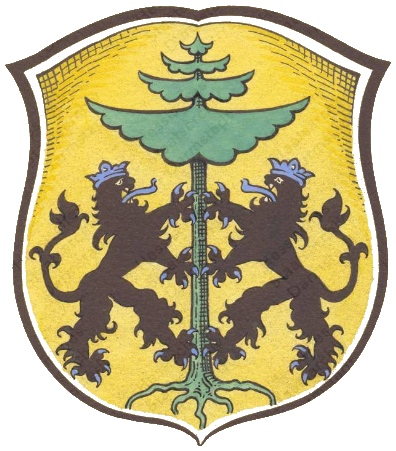
Stadt Ober-Ramstadt Ortsteil Wembach
Stadt Weiterstadt Ortsteil Braunshardt
- Stadt Pfungstadt
Ortsteil Eich
Gemeinde Modautal
Ortsteil Ernsthofen[28]
Stadt Pfungstadt
Ortsteil Eschollbrücken[29]
Gemeinde Mühltal Ortsteil Frankenhausen[30]
- Stadt Weiterstadt
Ortsteil Gräfenhausen[31]
Gemeinde Roßdorf Ortsteil Gundernhausen[32]
Gemeinde Otzberg Ortsteil Habitzheim[33]
Stadt Ober-Ramstadt
Ortsteil Hahn[34]
- Stadt Pfungstadt
Ortsteil Hahn[35]
- Gemeinde Alsbach-Hähnlein
Ortsteil Hähnlein[36]
- Stadt Babenhausen
Ortsteil Harreshausen[37]
- Gemeinde Otzberg
Ortsteil Hering
Stadt Groß-Umstadt
Ortsteil Heubach
- Gemeinde Seeheim-Jugenheim
Ortsteil Jugenheim[38]
Stadt Groß-Umstadt
Gemeinde Groß-Zimmern
Ortsteil Kleestadt[39]
- Stadt Groß-Umstadt
Ortsteil Klein-Umstadt[40]
- Stadt Babenhausen
Ortsteil Langstadt[41]
Gemeinde Otzberg
Ortsteil Lengfeld[42]
Gemeinde Fischbachtal
Ortsteil Lichtenberg
Gemeinde Schaafheim
Gemeinde Münster (Hessen)
Ortsteil Mosbach[43]
- Gemeinde Modautal
Ortsteil Neunkirchen[44]
- Gemeinde Modautal
Ortsteil Neutsch[45]
- Gemeinde Mühltal
Ortsteil Nieder-Beerbach[46]
Stadt Ober-Ramstadt
Ortsteil Nieder-Modau
Gemeinde Fischbachtal
Ortsteil Niedernhausen[47]
- Gemeinde Mühltal
Ortsteil Nieder-Ramstadt[48]
Stadt Ober-Ramstadt
Ortsteil Ober-Modau
Stadt Groß-Umstadt Ortsteil Raibach
- Stadt Groß-Umstadt
Ortsteil Richen[49]
- Stadt Weiterstadt
Ortsteil Riedbahn
- Stadt Groß-Bieberau
Ortsteil Rodau
- Stadt Ober-Ramstadt
Ortsteil Rohrbach[50]
Gemeinde Schaafheim
Ortsteil Schlierbach[51]
- Stadt Weiterstadt
Ortsteil Schneppenhausen[52]
Gemeinde Seeheim-Jugenheim
Gemeinde Seeheim-Jugenheim
Ortsteil Seeheim
Stadt Groß-Umstadt
Ortsteil Semd[53]
- Gemeinde Mühltal
Ortsteil Traisa[54]
- Stadt Reinheim
Ortsteil Ueberau[55]
- Gemeinde Mühltal
Ortsteil Waschenbach[56]
- Stadt Weiterstadt
Ortsteil Weiterstadt[57]
- Stadt Ober-Ramstadt
Ortsteil Wembach[58]

## Blasonierungen
1. ↑  Landkreiswappen: „In einem von Gold und Blau geteilten Schild oben ein blau-bewehrter und -bezungter Löwe, in den Pranken ein rotes sechsspeichiges Rad haltend, unten 23 silberne Sterne.“
2. ↑  Alsbach-Hähnlein: „In Blau silberner Schräglinksbalken, oben begleitet von einer silbernen Linie zwischen zwei silbernen Sternen, unten von einem silbernen Hahn.“
3. ↑  Babenhausen: „Geviert: 1 und 4 in Gold drei rote Sparren, 2 und 3 in Silber übereinander zwei schreitende, herschauende, rot gezungte schwarze Löwen.“
4. ↑  Bickenbach: „Roter, von einer Doppelreihe silberner Rauten schrägrechts geteilter Schild; links oben ein mit dem Gemarkungszeichen (breitbandiges Kreuz über unten geöffnetem Ring, Rot in Gold) belegter Kleinschild.“
5. ↑  Dieburg: „In Blau der Hl. Martin mit goldenem Nimbus und goldener Rüstung auf einem nach links schreitenden silbernen Roß, seinen roten Mantel durch das linkshändig gehaltene Schwert mit dem zu seinen Füßen kauernden Bettler teilend.“
6. ↑  Eppertshausen: „Im Blau ein rot-silber geschachteter Schräglinksbalken, begleitet oben von einem nach links schreitenden silbernen Storch mit roter Bewehrung und unten von goldenen Kleeblättern in zwei schräglinken Reihen.“
7. ↑  Erzhausen: „In blauem Schilde ein goldener Torbogen mit drei Zinnen und drei rechteckigen roten Fenstern. Die mittlere Zinne ist rot bedacht. Auf dem Dache ruht eine goldene Kugel. Unten im Torbogen ein neunmal von Silber und Rot geteilter steigenden Löwen mit ausgeschlagener roter Zunge. “
8. ↑  Fischbachtal: „In Blau ein silberner, rotbedachter Torturm mit goldenem Fallgatter, silberner Zinnenmauer und zwei silbernen, rotbedachten Seitentürmen, alle Türme mit goldenen Knäufen bzw. Wetterfahnen.“
9. ↑  Griesheim: „In Rot ein goldener Gänsefuß, darüber eine silberne heraldische Rose mit goldenem Butzen; beide eingeschlossen von einem silbernen Hufeisen.“
10. ↑  Groß-Bieberau: „In Blau ein steigender, rot bewehrter silberner Biber. 2. Entwurf: In Gold ein schwarzer Biber.“
11. ↑  Groß-Umstadt: „In Blau eine gezinnte silberne Stadtmauer mit einem geschlossenen roten Stadttor, begleitet von zwei Dreipaßfenstern. Die Stadtmauer überhöht von einem silbernen gezinnten, mit goldenem Kreuz, rotem Kegeldach, einem Vierpaßfenster unten und zwei Rundbogenfenstern oben versehenen Turm, begleitet rechts von einem Schild mit drei roten Sparren auf Gold, links von einem Schild mit schwarzem Kreuz auf Silber, beide durch einen Steg mit dem Turm verbunden. Die Stadtmauer zugleich flankiert von zwei silbernen vierstöckigen Türmen mit rotem Kegeldach und goldenem Knauf an der Spitze, je ein Rundbogenfenster im obersten Stockwerk.“
12. ↑  Groß-Zimmern: „In blauem Schild ein aufwärts gerichteter silberner Gänsefuß mit roten Krallen.“
13. ↑  Messel: „In geteiltem Schild oben in Blau drei von Rot und Silber geschachte Schrägrechtsbalken, unten in Gold ein blaues Hufeisen.“
14. ↑  Modautal: „In Rot ein silbernes durchgehendes Andreaskreuz, begleitet oben von einem silbernen Wolfseisen, in den übrigen Feldern von je einer silbernen Raute.“
15. ↑  Mühltal: „Auf Gold drei grüne Eicheln auf einem Stiel aus einem unterhalben roten Mühlrad wachsend, begleitet von einem roten Wolfseisen und einer roten Brezel.“
16. ↑  Münster: „Ein geteilter Schild; oben in Silber zwei schwarze Balken, unten in Rot ein silberner (nicht wachsender) Schwan mit goldener Bewehrung.“
17. ↑  Ober-Ramstadt: „In Silber eine grüne Rosenstaude mit drei roten Rosen“
18. ↑  Otzberg: „In blau und rot geteiltem Schild (Teilungslinie erniedrigt) oben eine silberne Burg mit nach oben schräg zulaufender äußerer und darüber gerader innerer Ringmauer mit rundem Mittelturm, unten und auf der äußeren Ringmauer aufgelegt ein gespaltener Schild, der vorne blau und silber gerautet und hinten in Gold ein schwarzes 'O' enthält.“
19. ↑  Pfungstadt: „Schild geteilt. Oben in goldenem Feld ein roter, blaubewehrter wachsender Löwe; unten im blauen Feld drei silberne Hufeisen (2:1).“
20. ↑  Reinheim: „In Gold ein blaubewehrter roter Löwe mit gedoppeltem Schwanz.“
21. ↑  Roßdorf: „Im blauen Schild ein steigender silberner Mond mit eingehängtem Hufeisen, darunter eine silberne Rose mit blauem Butzen, das freie Feld mit sieben goldenen Sternen (5:2) bestreut.“
22. ↑  Schaafheim: „Geteilt und oben geviert; 1 und 4 fünfmal sparrenweise geteilt von Gold und Rot, 2 und 3 in Silber ein zugewendeter schwarzer Löwe; unten auf einem mit waagrechter schwarzer Wolfsangel belegten goldenen Dreiberg schreitend ein silbernes Osterlamm mit silberner Fahne.“
23. ↑  Seeheim-Jugenheim: „In Rot und Blau ein gestürzter goldener Sparren, oben in Rot ein silberner Stern, vorne in Blau ein silbernes Hufeisen, hinten in Blau ein silbernes Rebmesser.“
24. ↑  Weiterstadt: „In Blau ein goldener Ring mit Stein, darin ein silberner, blaubezungter und betraufter Brackenkopf auf Rot, der Ring begleitet rechts oben von einem auf liegender Mondsichel aufgestecktem Tatzenkreuz, links oben von einem goldenen Schragen, dessen linker Balken oben nach links zu einem Haken umgebogen ist.“
25. ↑  Landkreis Darmstadt: „In Blau 41 silberne Sterne um einen aufgelegten goldenen Herzschild mit rotem, blau-bezungtem und -bewehrtem Löwen.“
26. ↑  Landkreis Dieburg: „In Rot auf grünem Hügel ein aus einer gerundeten silbernen Zinnenmauer aufsteigender silberner Rundturm; dem Hügel aufgelegt ein gespaltenes Schildchen, darin vorne silberne und blaue Rauten, hinten in Gold der schwarze Großbuchstabe „O“.“
27. ↑  Alsbach: „In Blau eine silberne Lilie über einem gestürzten silbernen Halbmond, begleitet von drei silbernen Sternen (2:1). “
28. ↑  Ernsthofen: „In schräglinksgeteiltem Wappenschild vorne ein stilisierter, blaubezungter roter Löwe in Gold, hinten drei silberne Rauten in Blau.“
29. ↑  Eschollbrücken: „In Blau ein goldener, mit einem roten Halseisen belegter Kleinschild, darunter drei silberne Rauten.“
30. ↑  Frankenhausen: „ In silbernem Schilde drei grüne Eicheln aus grünem Stiel wachsend.“
31. ↑  : „Geviert von Rot und Silber: 1 und 4 ein blau gezungter silberner Brackenkopf mit fünf blauen Kugeln auf dem Ohr.“
32. ↑  Gundernhausen: „Ein Schild in Blau, unter einem silbernen sechszackigen Stern ein aufwärtsgekehrt liegender goldener Halbmond, an dem ein silbernes Hufeisen hängt.“
33. ↑  Habitzheim: „In Silber auf grünem Dreiberg stehend ein golden gekrönter, schwarz bewehrter roter Löwe, der auf der rechten Vorderpranke einen flugbereiten roten Habicht trägt und die linke auf einen von Silber und Blau schräg gerauteten Schild stützt.“
34. ↑  Hahn: „In Gold ein blau-bewehrter roter Hahn auf schwarzem Dreiberg.“
35. ↑  Hahn: „In Gold ein auf einem roten abgeledigten Bogen ein rotes breitrandiges Kreuz.“
36. ↑  Hähnlein: „In Rot ein goldbewehrter silberner Hahn (nach rechts schreitend).“
37. ↑  Harreshausen: „Schild gespalten; rechts drei rote Sparren in Gold, links grüne Eiche in Silber.“
38. ↑  Jugenheim: „In Silber ein rotes Hufeisen.“
39. ↑  Kleestadt: „In geteiltem Schild oben in Gold und Rot gesparrt, unten in Schwarz eine rot ausgeschlagene goldene, mit drei sechsstrahligen Sternen besetzte Lilienkrone, die Spitzen in Kleeblätter auslaufend.“
40. ↑  Klein-Umstadt: „In goldenem Schild eine rote Kirche (in Seitenansicht) mit blauem Dach, silberner Tür und silbernen Fenstern.“
41. ↑  Langstadt: „Schild geteilt und oben gespalten; Feld 1 zeigt einen steigenden schwarzen Löwen in Silber mit roter Umrandung; Feld Nr. 2 zeigt drei rote Sparren in Gold; Feld Nr. 3 zeigt die Stilisierung eines Kessels in Blau.“
42. ↑  Lengfeld: „Schwarzer zweirohriger wasserspendender Brunnen im goldenen Feld. “
43. ↑  Mosbach: „In Rot zwischen einem silbernen Johanniterkreuz und silbernen Hirschstangen eine silberne mit einem blauen Turm belegte Spitze.“
44. ↑  Neunkirchen: „In goldenem Schild auf einer schwarzen in ein Kreuz auslaufenden Spitze aufgelegt ein silberner Quell, auf den Seiten rechts eine rote Glocke, links eine rote Büchse.“
45. ↑  Neutsch: „In Rot ein silbernes Andreaskreuz.“
46. ↑  Nieder-Beerbach: „In goldenem Schild ein schwarzer, rot bewehrter, aufrechter Bär, über sechs blaue Steinzwacken schreitend und in der Rechten ein rotes Frankensteiner Beileisen haltend.“
47. ↑  Niedernhausen: „Auf blauem Schild eine silberne Kapelle mit roter Tür und roten Fenstern.“
48. ↑  Nieder-Ramstadt: „ In einem von Silber und Rot gevierten Wappenschild in Feld 1 und 4 je ein blaues Rebblatt und in Feld 2 und 3 je eine goldene Brezel.“
49. ↑  Richen: „Über einem fünfmal von Silber und Blau geteilten Wellenfuß in Schwarz ein goldenes wachsendes aufgerichtetes und rotbezungtes Pferd.“
50. ↑  Rohrbach: „ In silbernem Schild ein grüner Tannenbaum, beseitet von je einem blaugekrönten und -bewehrten roten Löwen.“
51. ↑  Schlierbach: „In Silber mit rotem Bord ein schwarzer Löwe, der ein rotes Kreuz in den Pranken hält“ Vorschlag!
52. ↑  Schneppenhausen: „In silber ein rotes Herz, in ihm ein silberner Schragen, dessen linker Balken oben nach links zu einem Haken umgebogen ist. “
53. ↑  Semd: „In Rot über drei goldenen Spitzen eine silberne Waage über einem silbernen Spiegel in goldenem Rahmen“
54. ↑  Traisa: „In Blau über einem goldenen, von drei roten fünfstrahligen Sternen belegten Querbalken oben eine goldene Brezel, unten drei von Silber und Rot geschachte Schräglinksbalken.“
55. ↑  Ueberau: „Unter blauem Schildhaupt, darin eine liegende silberne Hirschstange, in neunmal silbern und rot geteilt ein aufgerichteter goldener Hase.“
56. ↑  Waschenbach: „In Blau ein silberner Schräglinkswellenbalken, beseitet von einem goldenen Löwen (stilisiert) und einem goldenen sechsspeichigen Mühlrad.“
57. ↑  Weiterstadt (alt): „In blauem Schild ein goldener Ring mit einem Wulst an der oberen Krümmung.“
58. ↑  Wembach: „In goldenem Schild ein grüner Tannenbaum, beseitet von je einem blaugekrönten und -bewehrten schwarzen Löwen.“